# Neospora
O gênero Neospora apresenta como espécies importantes no âmbito médico-veterinário Neospora caninum e Neospora hughesi, sendo o último descrito como um protozoário parasita de eqüideos. Neospora caninum realiza invasão ativa do hospedeiro e multiplica-se pelo processo descrito como endogenia. Pode ser uma infecção assintomática em bovinos e causar aborto (observado primeiramente em gado leiteiro). Os canídeos, hospedeiros definitivos, infectam-se comendo tecido contaminado proveniente de hospedeiros intermediários, embora seja também possível que ocorra auto-contaminação ao comer suas próprias fezes (lembrando que também pode ocorrer a ingestão das fezes de outros cães possivelmente contaminados), sendo a via transplacentária a principal via de transmissão conhecida. Os taquizoítos encontram-se em células neurais, macrófagos, fibroblastos, endotélio vascular, monócitos, epitélio de túbulos renais e hepatócitos, além de células musculares do coração e da língua. Ao multiplicarem-se assexuadamente nessas células, o taquizoíto realiza um processo de brotamento ou endodiogenia, no qual são formados dois indivíduos na célula mãe, sendo a película da última utilizada pelas células filhas.

## Ciclo Biológico
No ciclo, o hospedeiro definitivo ingere tecido contaminado com cistos teciduais. No trato digestivo, há o processo de formação do oocisto (que é liberado não esporulado, esporulando no ambiente). O hospedeiro intermediário ou mesmo o próprio hospedeiro definitivo ingere oocistos esporulados pela água ou pelo contato oral com as fezes desse. Caso bovinos tenham esse contato oral, infectam-se e há formação de cisto tecidual. Em imunodepressão (como na gravidez), bradizoítos 15 são liberados dos cistos e migram para a placenta, infectando o feto. Este pode aparentemente não estar infectado ao nascer, mas pode possuir o parasita em seu organismo. Além disso, o animal ainda pode nascer morto ou sem o protozoário em seu organismo, sendo que em muitos casos ocorre aborto ou reabsorção fetal. É importante salientar que não há tratamento para Neospora caninum em bovinos.
O diagnostico pode ser feito pelo teste de Eliza e também por imunofluorescência.